# Aqueu (fill d'Andròmac)
Aqueu (en grec antic Ἀχαιός, 'Akhaios') era un general fill d'Andròmac i més tard, quan es va revoltar, governador d'una part de l'Imperi Selèucida. Andròmac, el seu pare, tenia una germana, Laodice, que es va casar amb Seleuc II Cal·línic, pare d'Antíoc III el Gran.
Aqueu es va casar amb Laodice del Pont, filla de Mitridates II del Pont. Va acompanyar a Seleuc III Ceraune, fill de Cal·línic, quan va organitzar una expedició a la zona del Taure contra Àtal I de Pèrgam, i després de l'assassinat de Seleuc va venjar la seva mort i encara que va poder ocupar el tron, es va mantenir lleial a la família selèucida. Antíoc el gran el va nomenar sàtrapa de l'Àsia Menor amb seu a Sardes l'any 223 aC i va recuperar els districtes que havia ocupat Àtal. Hèrmies, ministre d'Antíoc, va acusar Aqueu d'intentar una revolta, i en veure's en perill es va revoltar realment i es va proclamar rei a Sardes. Antíoc estava ocupat amb Ptolemeu IV Filopàtor i no va poder anar contra ell, però més tard, l'any 217 aC, quan Egipte i els selèucides van fer la pau, Antíoc va creuar el Taure i aliat a Àtal, i va ocupar tota l'Àsia Menor fins a Sardes menys la ciutadella on Aqueu va resistir dos anys fins que finalment va caure en mans d'Antíoc, l'any 214 aC per la traïció de Bolis, un agent de Sosibi, ministre de Ptolemeu IV Filopàtor, que en lloc de protegir-lo el va entregar a Antíoc. Antíoc el va fer matar.